# Patrick Mevoungou
Patrick Mevoungou Mekoulou (* 15. Februar 1986 in Yaoundé) ist ein kamerunischer Fußballspieler auf der Position eines defensiven Mittelfeldspielers.

## Karriere

### Karrierebeginn in Yaoundé
Seine aktive Karriere als Fußballspieler begann Mevoungou, als er sich im Alter von 13 Jahren den Jugendmannschaften im Ausbildungszentrum von Semences Olympiques de Yaoundé in der kamerunischen Hauptstadt Yaoundé anschloss. Dort erkannte man das Talent des jungen Defensiv-Mittelfeldakteur und nominierte ihn in den kamerunischen U-17-Nationalkader, der an der U-17-Fußball-Afrikameisterschaft des Jahres 2003 teilnahm. Im Wettbewerb schaffte es die Mannschaft bis ins Finale und bezwang dort die Alterskollegen aus Sierra Leone mit 1:0. Für Mevoungou war dies der erste Titel für sein Heimatland. Nach den Erfolgen in der Afrikameisterschaft und der damit verbundenen automatischen Qualifikation zur U-17-Fußball-Weltmeisterschaft 2003 in Finnland wurde der engagierte Mittelfeldakteur neben Spielern wie Bondoa Adiaba, Dany Nounkeu, Alexandre Song, Landry N’Guémo, Serge N'Gal, Stéphane Mbia, Eugene Mbome, Joseph Desire Mawaye oder Cedrick Deumaga in den finalen kamerunischen U-17-WM-Kader berufen. Mit der Mannschaft schied er allerdings bereits in der Gruppenphase als Dritter der Gruppe C vom laufenden Bewerb aus.

### Erste Erfolge im Klubfußball
Kurz nach dem WM-Aus und der Rückkehr nach Kamerun unterschrieb Mevoungou seinen ersten Vertrag im Erwachsenenfußball, als er vom damaligen kamerunischen Zweitligisten Asmy 1er de Yaoundé aufgenommen wurde. Mit der Mannschaft schaffte er auch den Aufstieg von der Deuxième Division in die Première Division, was auch gleich sein erster großer Erfolg im Klubfußball war. Nachdem er dem Hauptstadtverein bis 2005 die Treue gehalten hatte, wechselte Mevoungou für das Spieljahr 2006 innerhalb der höchsten kamerunischen Liga zu Union Douala, wo es ihn jedoch auch nicht lange hielt. Bereits in der darauffolgenden Spielzeit kam Mevoungou zu seinem ersten Transfer nach Europa, als er einen Profivertrag beim mazedonischen Verein FK Renova Džepčište unterzeichnete. Die Zeit in der Prva liga, der höchsten mazedonischen Fußballspielklasse, verlief für den jungen Mittelfeldspieler allerdings nicht nach Wunsch. Noch früh in der Saison wurde er durch eine Knieverletzung beinahe zwei Jahre in seiner noch kurzen Profikarriere zurückgeworfen. Nachdem der erwartete Erfolg in Mazedonien ausblieb und er seine Verletzung einigermaßen auskuriert hatte, trat der 1,90 m große Akteur im Jahre 2008 wieder die Heimreise nach Kamerun an, wo er kurzzeitig von seinem Ausbildungsverein Semences Olympiques de Yaoundé aufgenommen wurde.

### Transfer nach China und Rückkehr nach Kamerun
Noch im selben Jahr machte sich ein weiterer Wechsel des kamerunischen Mittelfeldtalentes bemerkbar. Diesmal versuchte er sein Glück in Asien, wo er einen halbjährig bedingten Profivertrag bei Dalian Shide in Chinas erster Spielklasse, der Chinese Super League, unterzeichnete. Doch das Verletzungspech verfolgte Mevoungou auch in China, denn nach nur einigen Einsätzen für den achtfachen chinesischen Meister warf ihn abermals eine Knieverletzung in seiner Entwicklung zurück. Nach drei Monaten Pause und dem Auslaufen seines Vertrages trat der defensiv ausgerichtete Mittelfeldspieler abermals die Heimreise nach Kamerun an. Dort angekommen, wurde er bald darauf vom kamerunischen Rekordmeister und -pokalsieger Canon Yaoundé in dessen Herrenmannschaft aufgenommen. Beim Hauptstadtklub, der seine goldenen Jahre vor allem in den 1970er und 1980er Jahren hatte, konnte er allerdings keine sonderlichen Erfolge feiern. Nach einem neunten Platz in der Spielzeit 2008/09 folgte ein weiterer neunter Platz in der Saison 2009/10. In beiden Spielzeiten war Mevoungou mit seinem Team lange Zeit in den Abstiegskampf verwickelt, schaffte aber kurz vor Saisonende immer wieder gerade noch den Klassenerhalt.

### Debüt in der Nationalmannschaft
In der Zeit bei Canon Yaoundé schaffte Mevoungou auch die Einberufung in die kamerunische A-Nationalmannschaft, nachdem er zuvor auch bereits für die B-Elf seines Heimatlandes zum Einsatz gekommen war. Dabei wurde er von Nationaltrainer Paul Le Guen in den erweiterten Kader berufen, der an der WM 2010 in Südafrika teilnehmen sollte. Dabei konnte er am 25. Mai 2010 bei einem WM-Vorbereitungsspiel in Österreich gegen Georgien sein Talent unter Beweis stellen und kam dabei in der gesamten ersten Halbzeit zum Einsatz. Trotz guter Leistung konnte er Le Guen nicht überzeugen und fiel dessen Streichung bei der Erstellung des endgültigen WM-Kaders zum Opfer und nahm so nicht an der WM-Endrunde in Südafrika teil.

### Auf Leihbasis nach Österreich
Nachdem er von einigen Vereinen aus Deutschland, Belgien und Frankreich (darunter auch Racing Straßburg) umworben wurde, wurde Mevoungou am 25. August 2010 bei einer offiziellen Pressekonferenz als Neuzugang des österreichischen Bundesligisten SK Sturm Graz vorgestellt. Noch vor der Vertragsunterzeichnung gab es einige Probleme mit dem 24-jährigen Kameruner, da dieser sich nach einem intensiven Probetraining einfach beim Verein abmeldete und sich auf den Weg nach Frankreich machte. Zu diesem Zeitpunkt rückte eine mögliche Verpflichtung des Defensivakteurs wieder in weite Ferne. Nachdem es sich Mevoungou schließlich doch anders überlegt hatte, wurde er exakt zwei Wochen darauf unter Vertrag genommen. Nach längeren Wartezeiten bei der Beschaffung einer Spielberechtigung wurde der Kameruner schließlich ab 22. September 2010 als spielberechtigt eingestuft. Sein Pflichtspieldebüt gab Mevoungou schließlich am 26. September 2010 bei der 0:2-Heimniederlage der Grazer gegen den FK Austria Wien, als er in der 65. Spielminute für den Kapitän Mario Kienzl eingewechselt wurde. Am Ende der Saison 2010/11 wurde er mit dem Verein zum dritten Mal in der Vereinsgeschichte österreichischer Fußballmeister, verließ den Klub jedoch auch zu dieser Zeit wieder. Bei den Grazern hatte er es bis dahin auf lediglich zwölf Bundesligaeinsätze, einen Regionalligaeinsatz bei den Amateuren und zwei Auftritte im ÖFB-Cup gebracht.

### Leihspieler und fixe Verpflichtung bei der Admira
Am 25. August 2011 wurde bekannt, dass Mevongou abermals auf Leihbasis zum österreichischen Bundesligisten FC Admira Wacker Mödling wechselt, bei dem er in den anfänglichen Monaten jedoch auch nicht zum Durchbruch kam. Nach nur drei Bundesligaeinsätzen und einigen Spielen auf der Bank verletzte sich der Kameruner in der Winterpause am Meniskus und musste bis Anfang März 2012 pausieren, ehe er nach einem Einsatz bei der zweiten Kampfmannschaft in der Regionalliga Ost wieder den Weg zurück in die Bundesligamannschaft fand, wo er sich gegen Ende der Spielzeit als Stammkraft etablierte. Bis zum Ende der Saison 2011/12 kam Mevoungou dabei auf eine Bilanz von 15 Bundesligaspielen, einem -tor, sowie jeweils einem Pflichtspieleinsatz in der Amateurmannschaft und im ÖFB-Cup. Vor allem seiner starken Leistung in den letzten zehn Meisterschaftsspielen am Saisonende war es zu verdanken, dass der FC Admira Wacker Mödling die Option beim Leihvertrag zog und de Spieler für ein weiteres Jahr verpflichtete. Nach ersten Einsätzen zu Saisonbeginn 2012/13 verlief die Spielzeit für den Kameruner weitgehend durchwachsen, weshalb er nur selten eingesetzt wurde, es dennoch auf einen Länderspieleinsatz für sein Heimatland brachte, aber großteils nicht überzeugen konnte, weshalb man den Vertrag auslaufen ließ. Mevoungou, der im Laufe dieser Saison auch abermals verletzungsbedingt pausieren musste, kam dabei auf 13 Bundesligaeinsätze, von denen er in lediglich drei über die volle Spieldauer am Rasen war und brachte es zudem auf einen ÖFB-Cup- und zwei Regionalligaeinsätze, sowie auf vier Auftritte in der UEFA-Europa-League-Qualifikation gegen VMFD Žalgiris Vilnius und Sparta Prag.

### Wechsel nach Ungarn
Nach zwei Saisonen in der Südstadt wechselte er im Sommer 2013 nach Ungarn zum dortigen Erstligisten und amtierenden Meister Győri ETO FC, der ihn für ein Jahr unter Vertrag nahm. Nachdem er im Hinspiel der 2. Qualifikationsrunde der UEFA Champions League 2013/14 gegen Maccabi Tel Aviv noch uneingesetzt auf der Ersatzbank saß, gab er eine knappe Woche später im Rückspiel sein Pflichtspieldebüt für die Ungarn und spielte dabei bereits über die volle Spieldauer durch. Davor wurde er auch bereits über die volle Spieldauer beim Sieg im ungarischen Fußball-Supercup 2013 eingesetzt. Danach agierte er über weite Teile der Nemzeti Bajnokság 2013/14 als Stammkraft im defensiven Mittelfeld, obgleich er auch dazwischen in mehreren Partien nur auf der Ersatzbank saß, ehe er im letzten Drittel der Saison weitgehend ohne Einsätze blieb. Am Saisonende rangierte er mit dem Győri ETO FC mit der gleichen Punkteanzahl, jedoch einer etwas geringeren Tordifferenz, hinter dem Debreceni Vasutas SC auf dem zweiten Tabellenplatz und qualifizierte sich somit für die Teilnahme an der 2. Qualifikationsrunde der UEFA Europa League 2014/15. Patrick Mevoungou selbst wurde dabei in 17 Erstligapartien eingesetzt und brachte es zudem auf zwei Einsätze im ungarischen Fußballpokal sowie auf den bereits erwähnten Einsatz in der UEFA-Champions-League-Qualifikation. Nachdem danach sein Vertrag nicht weiter verlängert wurde, ist der Kameruner seitdem als vereinslos anzusehen (Stand: Februar 2016).

## Erfolge
Asmy 1er de Yaoundé
- 1× Aufstieg in die kamerunische Première Division

SK Sturm Graz
- Österreichischer Fußballmeister: 2010/11

Győri ETO FC
- Ungarischer Fußball-Supercupsieger: 2013
- Ungarischer Vizemeister: 2013/14

Kamerun U-17
- 1× U-17-Afrikameister: 2003

## Spielstil
Joseph Marius Omog, ehemals Co-Trainer der kamerunischen Fußballnationalmannschaft, beschreibt Mevoungou als einen „schnellen und lebhaften Spieler, dem es nicht an individueller Technik fehlt“. Außerdem bezeichnet er ihn als „einen antizipierten Spieler, der auch eine gute Ballkontrolle besitzt“.